# Chambers of Shaolin
Chambers of Shaolin is een videospel voor verschillende platforms. Het spel werd uitgebracht in 1989. 

## Ontvangst
| Beoordeeld door                | Platform     | Datum         | Score |
| ------------------------------ | ------------ | ------------- | ----- |
| Amiga Joker                    | Amiga        | december 1989 | 83%   |
| ASM (Aktueller Software Markt) | Atari ST     | december 1989 | 83%   |
| Power Play                     | Amiga        | januari 1990  | 77%   |
| Power Play                     | Atari ST     | 1990          | 77%   |
| Power Play                     | Commodore 64 | april 1990    | 59%   |
| Amiga Joker                    | Amiga CD32   | februari 1994 | 42%   |